# Zarzuelapaleis
Het Zarzuelapaleis (Spaans: Palacio de la Zarzuela) is de residentie van de vorige koning van Spanje Juan Carlos en zijn vrouw koningin Sophia in een buitenwijk in het noorden van Madrid. Op het terrein van het paleis bevindt zich bovendien de woning van de huidige Spaanse koning Felipe en zijn vrouw Letizia Ortiz.

## Bouw
Onder Filips IV werd in de 17e eeuw het belangrijkste gedeelte van het paleis gebouwd. Hij wilde graag een jachtpaleis niet te ver van Madrid bij de plaats La Zarzuela, zo genaamd vanwege de vele braamstruiken (Zarzas in het Spaans). Dit was in de buurt van het paleis van El Pardo, op de heuvel Monte de El Pardo. In de 18e eeuw moderniseerde Karel IV van Spanje het paleis. Hij liet er vleugels bij aan bouwen en stemde het interieur af op de toen geldige mode.
Het paleis had veel te lijden onder de Spaanse Burgeroorlog.

## Residentie
De hoofdzetel van het Spaanse hof bevindt zich in het Koninklijk Paleis van Madrid. Dit paleis wordt voornamelijk gebruikt als werkpaleis, voor formele bijeenkomsten. Al sinds hun huwelijk in 1962 woonden Juan Carlos en zijn vrouw koningin Sophia in het Zarzuelapaleis, en organiseerden ze daar de meer informele bijeenkomsten. Ook na de troonsafstand op 19 juni 2014 bleven zij in het Zarzuelapaleis wonen. Felipe VI van Spanje bleef voorlopig met zijn gezin in hun woning op het terrein wonen.
Op 3 augustus 2020 kwam na 58 jaar een eind aan het verblijf van Juan Carlos in het Zarzuelapaleis. Het voormalig staatshoofd besloot onder druk van een omvangrijk corruptieschandaal het paleis en Spanje te verlaten. Koningin Sophia blijft in het paleis wonen.